# وحشيات الأقواس

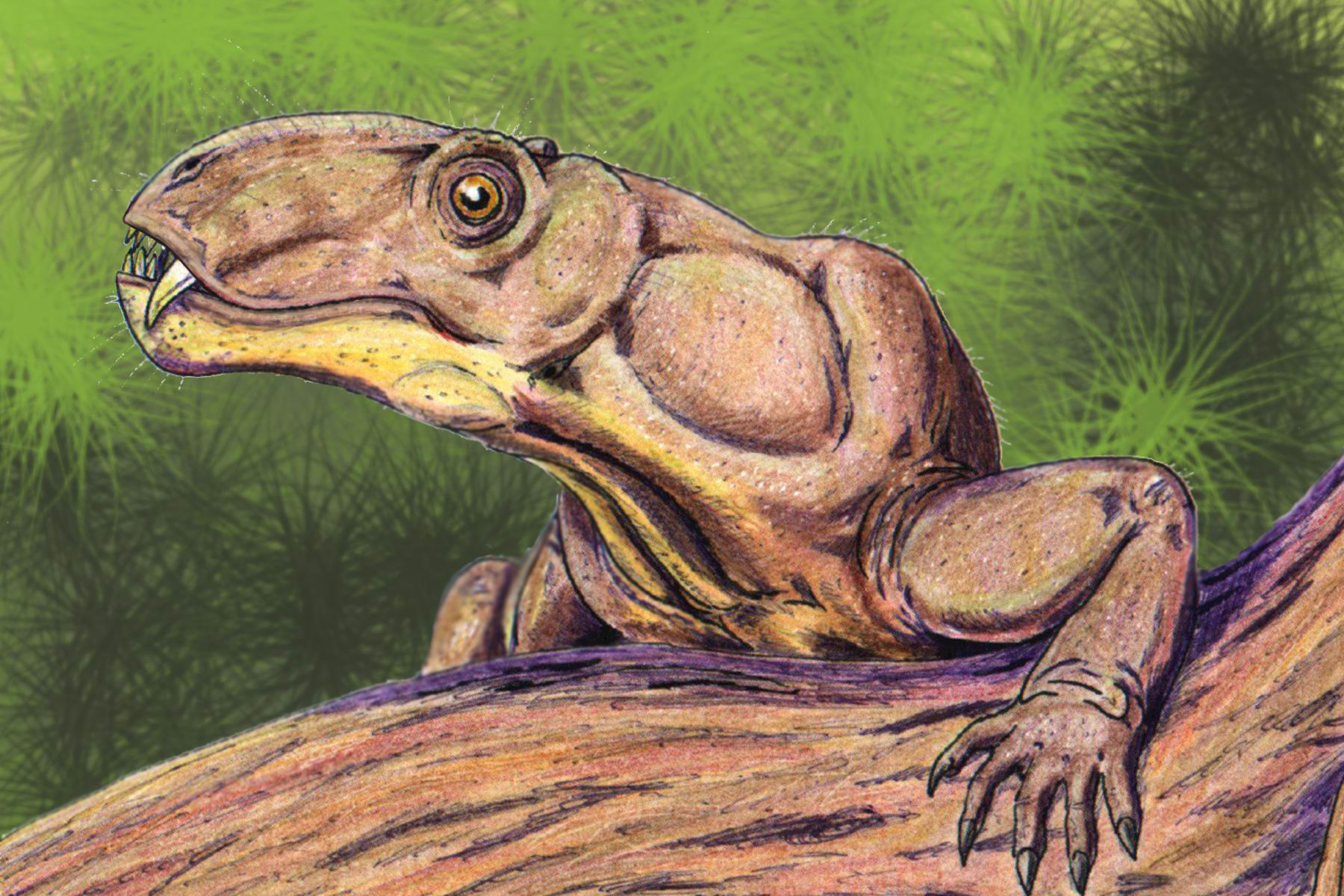
Phtinosuchus, Biarmosuchia

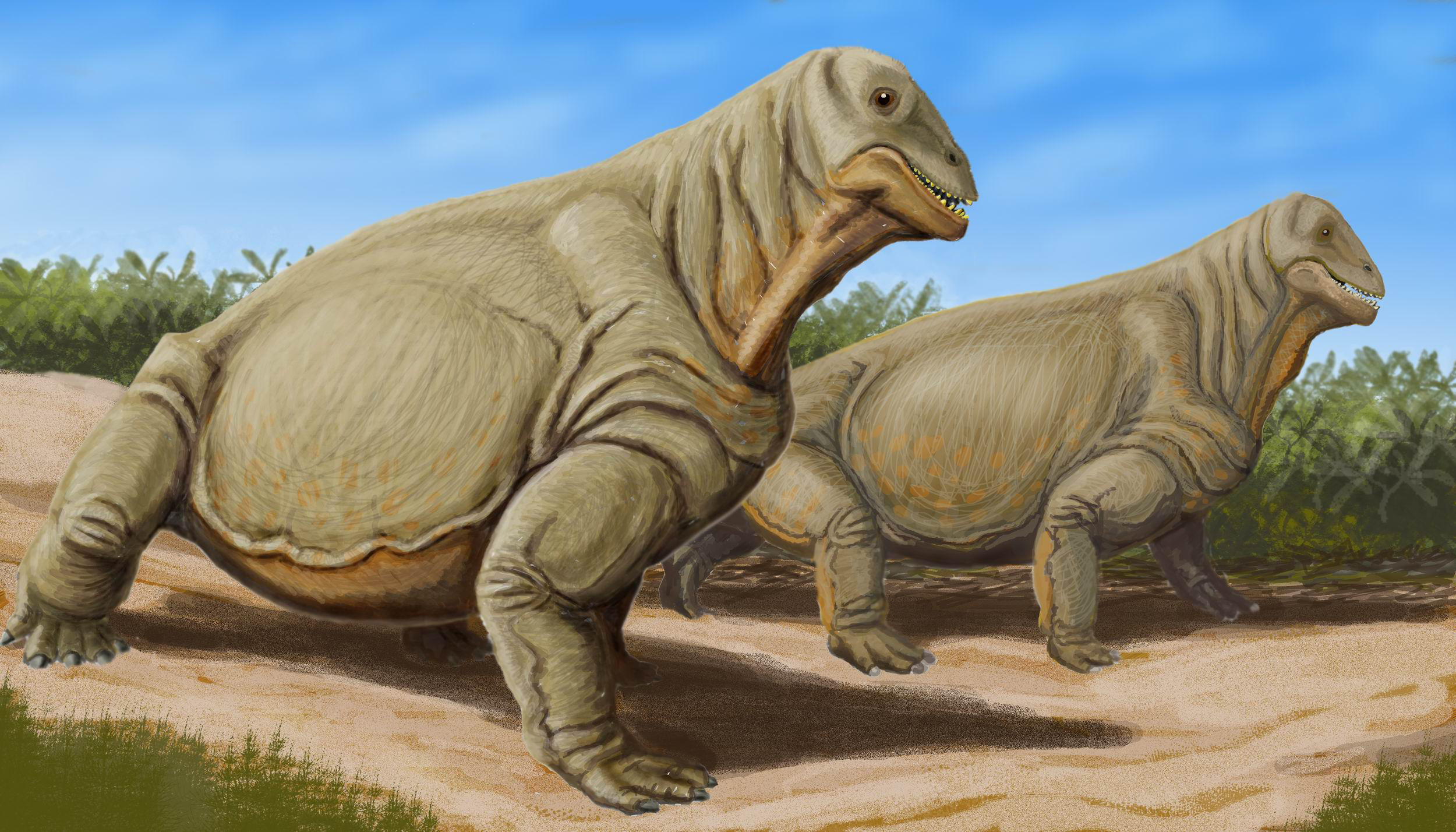
موستشوبس, دينوسيفيليا

ثيرابسيدا (بالإنجليزية:  Therapsiden)‏ هي رتبة كبيرة من الحيوانات القديمة ظهرت في أوائل العصر البرمي قبل 275 مليون سنة، وتعتبر أصل الثدييات. تتطورت تلك الحيوانات وكان منها فصيلة تحتية هي سينودونت التي تتطورت منها الثدييات. وجد أحفورات لها في مختلف بقاع الأرض، كما وجدت حفرياتها في القارة القطبية الجنوبية.
نشأت حيوانات ثيرابسيدا من أصل ديناصورات بدائية (مدموجة الأقواس)، وانتشرت لمدة نحو 100 مليون سنة. وهي حيوانات كانت تبيض ولكنها كانت تـُرضع صغارها.

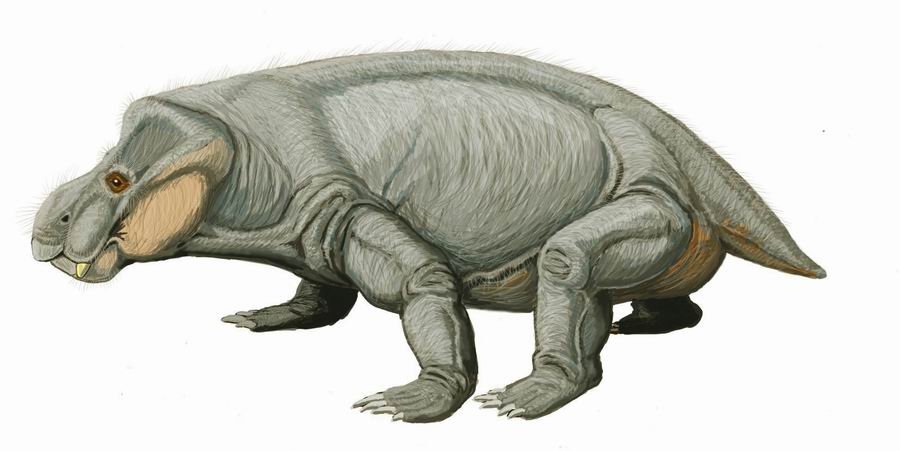
Kannemeyeria, Dicyonodontia

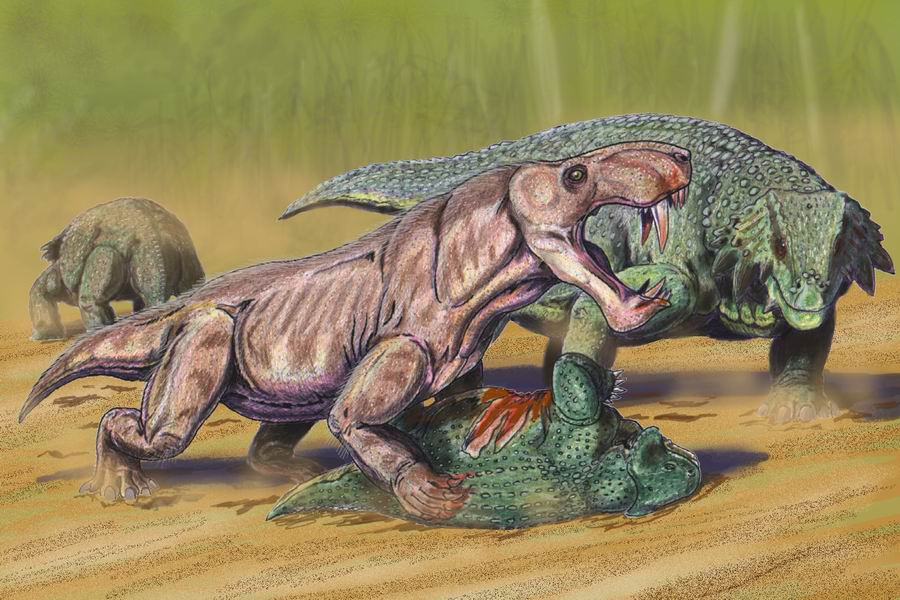
إنوسترانسيفيا, Gorgonopsia (als Beute und im Hintergrund der Pareiasaurier سكوتوصور)

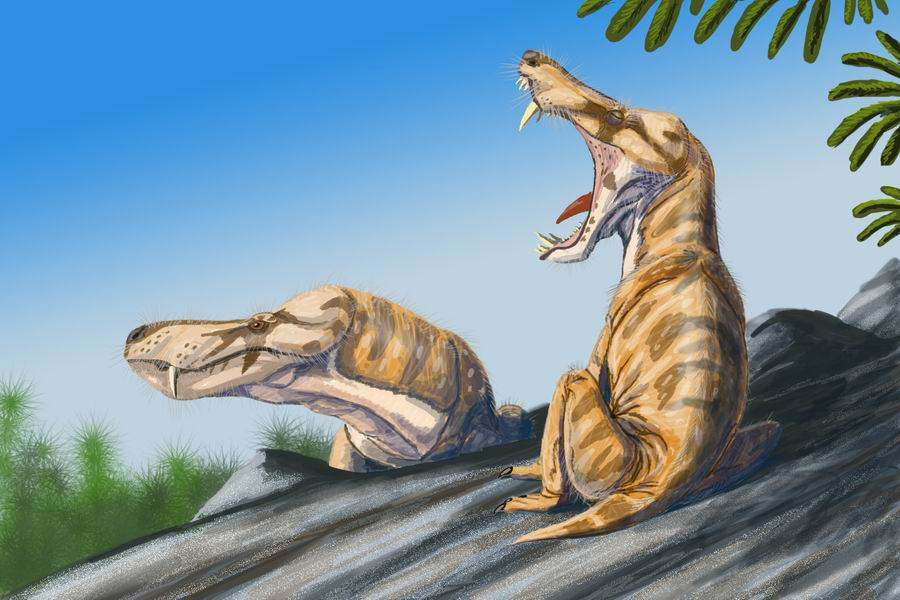
Pristerognathus, Therocephalia

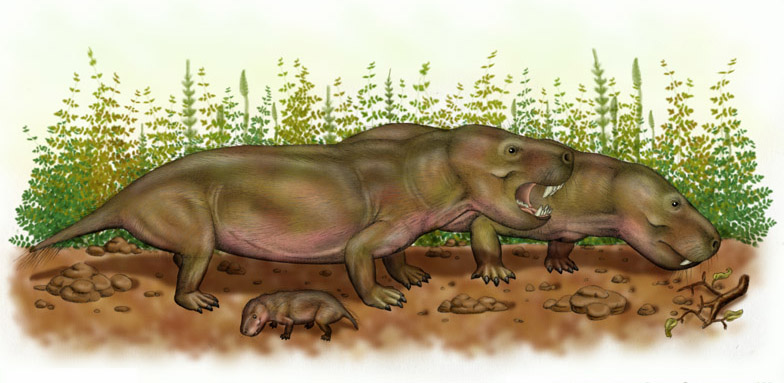
Exaeretodon, basale Cynodontia

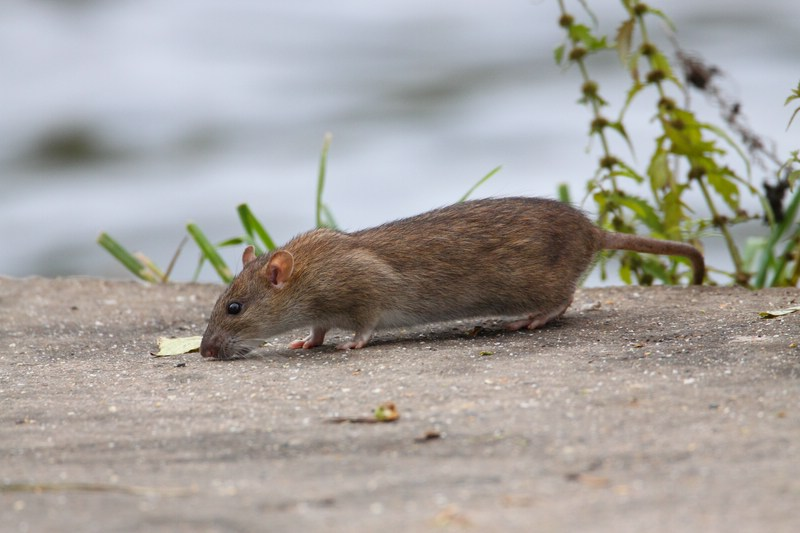
Rattus norvegicus, Wanderratte, Mammalia (Säugetiere)

تُعرف من الثيرابسيدا نحو 1000 نوع لا ينتمي إلى الثدييات، تتوزع على نحو 400 جنس. عثر على أحفوراتها في الطبقات الرسوبية من العصر البرمي وحتى العصر الثلاثي المبكر، أي قبل ترعرع الديناصورات، فكانت الثيرابسيدات هي السائدة على الأرض قبل 275 سنة إلى نحو 275 مليون سنة، وكانت حيوانات ذات سرة، وتطورت منها السينودونت ثم الثدييات.
ترعرعت الثدييات الحديثة من الثيرابسيدات الثديية بعد انقراض الديناصورات قبل 65 مليون سنة.

## تاريخ اكتشافها
كان اكتشاف أول ثيرابسيد من نوع غير الثدييات في عام 1838 في روسيا، واكتشف مرة ثانية في عام 1845 في جنوب أفريقيا. ومن أوائل علماء التاريخ الطبيعي كان «ريشارد أون» 
(1804–1892) و «هاري سيلي» (1839-1909).
وأهم علماء التاريخ الطبيعي الذين كان لهم تأثيرا في تطور معرفتنا عن الثيرابسيدا كان «روبرت بروم» (1866–1951) من جنوب أفريقيا والذي أعطى تلك الفصيلة اسم ثيرابسيدا . ثم تتابعت الحفريات حتى يومنا هذا وعثر على الكثير من أحفوراتها في جميع بقاع الأرض، حيث كانت قارة غوندوانا العظيمة تشغل معظم اليابسة في ذلك العصر القديم قبل نحو 275 مليون سنة.

## أقرأ أيضا
- ثدييات
- سينودونت
- لوريسيديات
- بليكوصور